# بريت هيلمز
بريت هيلمز (بالإنجليزية: Brett Helms)‏ هو لاعب كرة قدم أمريكية أمريكي، ولد في 16 أبريل 1986 في باين بلاف في الولايات المتحدة.

## وصلات خارجية
- بريت هيلمز على موقع JustSportsStats.com (الإنجليزية)